# 弓削尚子
弓削 尚子（ゆげ なおこ、1968年 - ）は、日本の歴史学者。専門はドイツ史、ジェンダー史。早稲田大学法学学術院教授。日本ドイツ学会代表理事。

## 人物・経歴
愛知県出身。1983年滝中学校卒業。1986年滝高等学校卒業。1990年お茶の水女子大学文教育学部史学科卒業。1992年お茶の水女子大学大学院人文科学研究科修了、修士（人文科学）。1998年お茶の水女子大学大学院人間文化研究科単位取得退学、日本学術振興会特別研究員。1999年博士（人文科学）。2000年早稲田大学法学部専任講師。2003年東京大学教養学部非常勤講師。2004年早稲田大学法学部助教授。2007年日本ドイツ学会理事。2009年早稲田大学法学部教授。2016年ジェンダー史学会常任理事兼編集委員長。2022年東京大学文学部非常勤講師。2023年日本ドイツ学会代表理事。専門は西洋史、ドイツ史、西洋ジェンダー史。

## 著作
- 『啓蒙の世紀と文明観』山川出版社 2004年
- 『山田わか生と愛の条件 : ケアと暴力・産み育て・国家』（大友りお, 纓坂英子, 森脇健介と共著）現代書館 2018年
- 『はじめての西洋ジェンダー史 : 家族史からグローバル・ヒストリーまで』山川出版社 2021年
- 『ジェンダーのとびらを開こう : 自分らしく生きるために』（村田晶子, 森脇健介, 矢内琴江と共著）大和書房 2022年

### 編著
- 『なぜジェンダー教育を大学でおこなうのか : 日本と海外の比較から考える』（村田晶子と共編著）青弓社 2017年
- 『論点・ジェンダー史学』（山口みどり, 後藤絵美, 長志珠絵, 石川照子と共編著）ミネルヴァ書房 2023年

### 編集
- 『ジェンダー研究/教育の深化のために : 早稲田からの発信』（小林富久子, 村田晶子と共編）彩流社 2016年

### 翻訳
- ロンダ・シービンガー著『植物と帝国 : 抹殺された中絶薬とジェンダー』（小川眞里子と共訳）工作舎 2007年